# 과민반응
과민반응(過敏反應, 영어: hypersensitivity or intolerance)은 평범한 사람이라면 반응을 보이지 않을 미약한 자극에도 예민하게 반응하여 일정한 정서를 나타내는 체질, 경향, 상태를 뜻한다.

## 면역과민반응
면역과민반응은 알레르기의 다른 말로 인체에 알레르겐이 들어왔을 때 알레르겐과 IgE 항체가 상호작용을 하여 염증성 물질을 방출시킴으로써 조직에 염증을 일으키고 궁극적으로는 알레르기 증상을 유발하는 반응을 말한다. 아토피피부염, 비염, 천식 등이 이에 해당된다.
대한민국 식품의약품안전처에서 '식물성 다래추출물'이 면역과민반응 개선에 도움을 줄 수 있다고 발표를 했다. (1일 2,000mg 섭취 기준)
과민반응은 보통 4가지로 분류한다.
- 1형은 두드러기 및 아나필락시스형을 말한다. 두드러기, 아토피 등이 여기에 속한다.
- 2형
- 3형
- 4형